# Bateman (Texas)
Bateman è una comunità non incorporata della contea di Bastrop, Texas, Stati Uniti.